# Чешмели
Чешмели (на турски: Çeşmeli) е село в Източна Тракия, Турция. Селото принадлежи административно на околия Мармара Ерейлиси, вилает Родосто.

## География
Селището отстои на около 12 км южно от Чорлу.

## История
Статистиката на професор Любомир Милетич от 1912 отбелязва Чешмели като българско село.